# Chilocorus bipustulatus
Chilocorus bipustulatus — вид сонечок з підродини Scymninae. Дорослий жук довжиною 3-4 мм, має чорне або темно-буре забарвлення, голова світла. Кожне з надкрил несе поперечний ряд з двох-трьох червоних цяток.